# Amphorina
Amphorina es un género de foraminífero bentónico considerado un sinónimo posterior de Hyalinonetrion de la Familia Lagenidae, de la superfamilia Nodosarioidea, del suborden Lagenina, suborden Lagenina y del orden Lagenida. Su especie-tipo era Amphorina gracillis. Su rango cronoestratigráfico abarcaba desde el Plioceno hasta la Actualidad.

## Clasificación
Amphorina incluía a las siguientes especies:
- Amphorina elongata
- Amphorina gracillima, aceptado como Hyalinonetrion gracillima
- Amphorina gracillis
- Amphorina lyellii, aceptado como Lagena lyellii
- Amphorina purii
- Amphorina purii, aceptado como Procerolagena purii